# نیوتنهیل
نیوتنهیل (به انگلیسی: Newtonhill) یک روستا در بریتانیا است که در آبردین‌شایر واقع شده‌است. نیوتنهیل ۳٬۲۸۴ نفر جمعیت دارد.